# Willy Brüderlin
Willy Brüderlin (20. oktober 1894 - ukendt dødsår) var en schweizisk roer, olympisk guldvinder og firedobbelt europamester.
Brüderlin vandt en guldmedalje ved OL 1920 i Antwerpen, som del af den schweiziske firer med styrmand, der desuden bestod af brødrene Max og Paul Rudolf, Hans Walter og styrmand Paul Staub. Ved samme OL var han en del af den schweiziske otter, der dog ikke nåede finalen.
Brüderlin vandt desuden hele fire EM-guldmedaljer, to i firer med styrmand og to i otter.

## OL-medaljer
- 1920:  Guld i firer med styrmand